# 波田須站
波田須站（日语：／ Hadasu eki */?）是位於三重縣熊野市波田須町，由東海旅客鐵道（JR東海）管轄的紀勢本線車站。
此車站在紀勢本線全線開通後才加設的車站，在開業當初已經是無人車站。由熊野市站管理。

## 歷史
在1961年12月，剛開通的日本國有鐵道（國鐵）紀勢本線，在新鹿站至大泊站之間開設新車站。隨後由於國鐵分割民營化，車站由東海旅客鐵道（JR東海）營運直至今天。

### 年表
- 1961年（昭和36年）12月11日：此站啟用[2]。
- 1987年（昭和62年）4月1日：伴隨國鐵分割民營化，車站由東海旅客鐵道（JR東海）營運[3]。
- 2011年（平成23年）12月11日：開設「波田須站開業50周年號」，來往多氣站至熊野市站之間，使用Kiha40・Kiha48形（日语：国鉄キハ40系気動車 (2代)）（舊本地柴油列車色）運行[4][5]。
- 2016年（平成28年）：舊候車室拆卸，並建設新候車室。

## 車站構造
車站設有1面1線的單式月台，為地面車站。不可進行列車交會。
車站沒有車站大樓，在月台東邊（近新鹿站一邊）設有候車室和出入口。
在西邊（大泊站方向）設有大吹隧道越過大吹峠，而東邊（新鹿站方向）設有短的隧道，名為甫本隧道。在兩隧道之間設置了此車站。
此站只有普通列車停站，在舉行熊野大煙花大會時，部分臨時列車會通過此站。

## 使用狀況
根據「三重縣統計書」，以下列出近年1日平均乘車人次。
| 年度   | 一日平均 乘車人次 |
| ------ | ----------------- |
| 1998年 | 23                |
| 1999年 | 24                |
| 2000年 | 18                |
| 2001年 | 21                |
| 2002年 | 18                |
| 2003年 | 18                |
| 2004年 | 16                |
| 2005年 | 14                |
| 2006年 | 12                |
| 2007年 | 11                |
| 2008年 | 11                |
| 2009年 | 11                |
| 2010年 | 9                 |
| 2011年 | 8                 |
| 2012年 | 8                 |
| 2013年 | 5                 |
| 2014年 | 22                |
| 2015年 | 6                 |
| 2016年 | 20                |
| 2017年 | 21                |

## 車站周邊
波田須村落位於車站南邊斜坡最下的位置，斜坡向上通往國道311號。在車站前設有公共電話和郵箱，沒有站前廣場。在此站的流動網路只有微弱的信號。在月台前面設有大型梯田，從月台可望見熊野灘。車站周邊都是山，在日落時此地方會較快黑暗，因此月台上設有較光的照明設施。
此站被定為秘境站。牛山隆信在「秘境站等級」中，綜合分數為19分。如要前往此站參觀，可經新幹線前往名古屋，再轉乘特急前往尾鷲，隨後再轉乘普通列車，若在東京出發可即日來回。
向東面的斜道向上前行，可望見太平洋和紀勢本線，為鐵路攝影的著名地點。
- 徐福之宮（日语：徐福ノ宮）（徐福神社） - 傳說是祭祀徐福的地方[16]。從車站步行約10分鐘[17]。在神社內設有御神寶的鉢，同時發現秦代的半兩，因此被認為是祭祀徐福的地方[18]。
- 波田須兒童館
- 波田須神社
- 熊野市立波田須小學 - 在2004年開設熊野市立新鹿小學波田須分校後，在2005年度後休校[19]。
- Kaitaro鼻

### 巴士路線
在國道311號設有熊野市自主運行巴士「潮風Kahoru熊野古道線」路線，最近的巴士站為「波田須小學前」。
- 往三交南紀（日语：三重交通南紀営業所）（鬼城（日语：鬼ヶ城）東口、熊野市站前）
- 往二木島站（經新鹿站前、遊木）

## 注腳
1. 1 2 3 4 5  清水 2017，第28頁.
2. 1 2 3 4  熊野市史編纂委員会 編 1983，第588頁.
3. 1 2 3 4  牛山・西本 2013，第78頁.
4. ↑  12/11（日）JR紀勢本線・臨時快速「波田須駅開業50周年号」走行！ （页面存档备份，存于）（お知らせ・地域情報） - 東紀州觀光社區總體營造公社（2011年11月25日發布，2012年7月19日參閱）
5. ↑  臨時快速“波田須駅開業50周年号”運転 （页面存档备份，存于） - 
railf.jp（交友社，2011年12月12日付發布，2012年7月19日參閱）
6. ↑  牛山・西本 2013，第77, 81頁.
7. 1 2  牛山・西本 2013，第77頁.
8. 1 2  清水 2017，第158頁.
9. 1 2 3  牛山・西本 2013，第81頁.
10. ↑  牛山・西本 2013，第80頁.
11. ↑  清水 2017，第159頁.
12. 1 2  牛山・西本 2013，第76頁.
13. ↑  JTBパブリッシング西日本支社 編 2017，第114頁.
14. ↑  . 行ってみたらこうだった 大家的News One. 東海電視台. 2016-11-22  [2017-08-02]. （原始内容存档于2017-08-02）.
15. ↑  . お立ち台通信 - 鉄道ホビタス. Neko出版. 2010年12月17日  [2017年10月22日]. （原始内容存档于2020年10月27日）.
16. ↑  牛山・西本 2013，第78-79頁.
17. ↑  徐福の宮 （页面存档备份，存于） - 觀光三重（三重縣觀光聯盟，2012年9月11日參閲）
18. ↑  .   [2020-03-03]. （原始内容存档于2012-12-07）.
19. ↑  旧熊野市の歩み（2004年 - 2005年） （页面存档备份，存于） - 熊野市（2012年9月11日參閲）
20. ↑  「アニメファン 熊野巡礼 波田須町『作品の舞台』ネット指摘」（朝日新聞 2014年5月27日，社會中部版、36頁）
21. ↑  アニメ「凪のあすから」熊野で背景画展 地元の風景がモデル 紀南広域／三重[永久] - 毎日新聞（2015年6月12日，地方版，2016年1月23日參閱）
22. ↑  熊野市市長公室広報広聴課 編 2016，第5, 11頁.
23. ↑  凪のあすから巡礼ノート （页面存档备份，存于） - 天女座物語（2014年3月2日揭載）